# Gavin Wiesen
Gavin Wiesen ist ein US-amerikanischer Regisseur, Drehbuchautor und Filmproduzent. Er wurde auf dem Sundance Film Festival 2011 unter anderem für den Grand Jury Award für seinen Debütfilm Von der Kunst, sich durchzumogeln nominiert. Ursprünglich lief der Film unter dem Arbeitstitel Homework. Vorher hatte sich Wiesen unter anderem durch Independent-Kurzfilme wie Kill the Day einen Namen gemacht.

## Werke (Auswahl)

### Als Regisseur
- 2008: Kill the Day
- 2011: Von der Kunst, sich durchzumogeln

### Als Produzent
- 2002: Draftdodging